# Enkeltrick
Als Enkeltrick oder Neffentrick wird ein betrügerisches Vorgehen bezeichnet, bei dem sich Trickbetrüger gegenüber älteren Personen als deren nahe Verwandte ausgeben, um unter Vorspiegelung falscher Tatsachen an deren Bargeld oder Wertgegenstände zu gelangen.

## Vorgehensweise
Die betrügerischen Anrufer nennen den eigenen Namen nicht und wählen die Du-Anrede. Mit einer freundlich intonierten Eingangsfrage „Rate mal, wer hier spricht?“ können sofort potentielle Beziehungen ausgelotet werden. Je nach Antwort der möglichen Opfer geben sich die Anrufer am Telefon beispielsweise als Enkel/in, Neffe/Nichte, sogar als Kinder oder als andere ziemlich nahe Verwandte oder gute alte Bekannte aus.
Sie bitten das potenzielle Opfer um einen Geldbetrag für ihre behauptete Notlage. Dazu werden als Gründe für die Geldnot oft schwierige Umstände wie Unfall, überfällige Rechnungen oder Kauf eines günstigen Autos oder einer günstigen Wohnung genannt. Mehrmalige Anrufe in kurzen Abständen nehmen dem Opfer die Möglichkeit, sich über das Geschehene Gedanken zu machen oder sich mit anderen Personen zu beraten. Unter emotionalem Druck willigen die Opfer schließlich ein, heben Geld bei ihrer Bank ab und treffen sich dann mit einem Komplizen, der vom vermeintlichen Enkel geschickt wurde, um das Geld an der Haustür abzuholen. Mitunter werden die Opfer auch dazu gedrängt, Geld auf ein (ausländisches) Konto zu überweisen oder leicht transportable Wertgegenstände (Schmuck, Münzen usw.) auszuhändigen.
Die Wahl der Opfer verläuft meist über Telefonbuch-CDs oder Telefonbücher bzw. deren Pendants im Internet. Hierbei werden gezielt Vornamen gesucht, die auf ältere Jahrgänge schließen lassen, z. B. Erna, Klara, Hedwig, Josef, Alfred. Gefährdete Opfer sind ältere, vereinsamte, schwerhörige, seheingeschränkte sowie demente Menschen.
Im Jahr 2021 wurde über eine Weiterentwicklung des Enkeltricks berichtet. Dabei riefen Betrüger nach einem Enkeltrick-Anruf anschließend erneut an und gaben sich als Beamte eines Landeskriminalamts (LKA) aus. Sie gaben vor, den vorherigen Anruf des „Enkels“ abgefangen zu haben und den Täter mit einer „fingierten Geldübergabe“ überführen zu wollen, wobei sie die angerufene Person baten, ihr eigenes Vermögen für die fingierte Geldübergabe zur Verfügung zu stellen. Als weitere Fortentwicklung behaupten Betrüger später in der Rolle eines angeblichen Staatsanwalts oder Richters, der Angerufene habe sich als Geldgeber strafbar gemacht, da er im Ausland eine Straftat finanziert habe. Als weitere, darauf aufsetzende Strategie meldet sich, so das Bundeskriminalamt, noch ein vermeintlicher Anwalt, der anbietet, den Betrogenen in dieser Sache zu vertreten.
Seit Beginn der 2020er Jahre haben Enkeltrickbetrüger damit begonnen, auch Messengerdienste wie Whatsapp für ihre Zwecke auszunutzen. Da diese Kommunikationsformen zunehmend auch von Senioren genutzt werden, scheinen die Betrüger hier eine neue Möglichkeit für ihre Taten zu sehen.
Laut einer Erhebung von 2023 werden zunehmend Deepfakes, d. h. insbesondere geklonte Stimmen, in größerem Umfang im Zusammenhang mit Enkeltrick-Betrügereien genutzt. Immer öfter werden auch so genannte Schockanrufe gemeldet, bei denen den Opfern vorgespiegelt wird, ein naher Verwandter habe einen schweren Unfall verursacht und benötige nun dringend eine sehr hohe Summe, um nicht für lange Zeit ins Gefängnis zu müssen; dabei werden die Opfer durch massive Emotionalisierung sehr geschickt manipuliert.

## Geschichte
Das spezifische und neue Merkmal der heute unter der Bezeichnung Enkeltrick bekannten Betrugsmasche ist die Kontaktaufnahme über das Telefon. Die Vorgehensweise, sich gegenüber einem Opfer als Verwandter oder alter Bekannter auszugeben, war aber bereits nach dem Zweiten Weltkrieg verbreitet. Damals wurden insbesondere ältere Heimatvertriebene von angeblichen Freunden aus der alten Heimat aufgesucht und ausgenutzt. Oftmals hatten die Täter vorher durch unauffälliges Aushorchen von Nachbarn bereits Informationen über die Herkunft und das frühere Leben des Opfers verschafft, die ihr Auftreten glaubhaft machten.
Weitere Tätergruppen arbeiten heute mit ähnlichen, leicht abgewandelten Vortäuschungen über das Telefon, die an die früher tätigen Schreckensbotschafter erinnern, die ihre Opfer durch eine erfundene schlechte Nachricht erschreckten und manipulierten. So ergaunerte eine von der Türkei aus operierende Gruppe innerhalb von sieben Monaten 2,5 Mio. Euro. Diese Variante betrifft derzeit insbesondere Russlanddeutsche und Spätaussiedler. Die Täter verfügen hier meist über Kenntnisse entsprechender Sprachen und besonderer Gepflogenheiten. Dadurch wirkt z. B. die Nachricht, ein Verwandter sei in der ehemaligen Heimat verunglückt oder verhaftet worden, besonders glaubhaft.
Die Übertragung dieser an sich älteren Betrugsformen auf das Telefon setzte voraus, dass einerseits in Privathaushalten auch älterer Menschen Telefone allgemein verbreitet waren, andererseits Telefonnummern, Namen und Adressen in elektronischer Form (zuerst als CD, später durch das Internet) leicht zur Verfügung standen. Damit konnten die Täter gezielt nach potentiellen Opfern mit altmodischen Vornamen suchen und auch aus größerer Entfernung bzw. dem Ausland tätig sein, ohne jeweils ein Telefonbuch der betreffenden Stadt beschaffen zu müssen. Erstmals soll der Enkeltrick 1998 registriert worden sein.
In der Schweiz gab es Anfang 2024 hunderte Anrufe täglich angeblich der Polizei, es gäbe Probleme mit einem Bankkonto oder der SwissID.

## Häufigkeit und Schäden
In der Schweiz waren 2013 von 763 gemeldeten Enkeltrick-Versuchen 74 aus Sicht der Betrüger erfolgreich, dabei wurden insgesamt ca. 4 Millionen Franken erbeutet, was einen Durchschnitt von über 50'000 Franken pro Fall entspricht. 2012 gab es nur 369 Fälle, wovon 55 erfolgreich waren.
In Deutschland gibt es dagegen keine zentrale Statistik über die Anzahl von Enkeltrick-Fällen, da die Tat beim Bundeskriminalamt nicht gesondert ausgewiesen, sondern als Betrug erfasst wird. Das LKA Hessen hat in der Zeit von Februar 2008 bis August 2009 insgesamt 145 Fälle mit einem Schaden von 254.000 Euro erfasst. Nach Angaben des LKA Brandenburg ist die Zahl der Delikte jedes Jahr stetig ansteigend. Während es im Jahre 2007 in Brandenburg insgesamt 75 Enkeltrick-Fälle gab, bei denen in nur 14 Fällen tatsächlich Geld gezahlt wurde, waren es im Jahre 2009 schon 187 Fälle, bei denen es 31 Mal tatsächlich zur Geldübergabe kam.
In Oberösterreich gehen die Fälle zurück. 2015 gab es bis zum 6. Oktober 19 Versuche, zweimal machten die Täter große Beute, in einem Fall 500.000 € von einem 70-Jährigen an einen angeblich alten Bekannten aus Deutschland. Die Polizei ortet die arbeitsteilig vorgehenden und hierarchisch organisierten Täter, die immer in der Gruppe vorgehen, fast ausschließlich in Polen. Ein Keiler beherrscht die Sprache des Opfers perfekt, Gruppen austauschbarer Abholer werden über ein mittleres Management organisiert, Kuriere bringen das Geld rasch zum Auftraggeber, so die Polizeianalyse.
In Österreich gehen die Schadenssummen leicht zurück – von 2011 noch 3 Mio. €, auf 2013–2015 jährlich 1,3–1,5 Mio. €.

## Festnahmen und Verurteilungen
Ende Mai 2014 wurden in einer groß angelegten und länderübergreifenden Polizeiaktion 49 Menschen festgenommen, darunter in Warschau auch Arkadiusz Lakatosz, „Pate“ einer polnischen Roma-Sippe, welcher als Erfinder des Enkeltricks gilt. Weiterhin wurden in Deutschland und Polen 13 Drahtzieher und 35 Handlanger, also meist Abholer des Geldes, festgenommen. Laut Hamburger Polizei wurde vor allem von Polen aus telefoniert, Geschädigte sind vor allem in Deutschland, Luxemburg und der Schweiz. Neben großen Mengen Bargeld wurden auch Gemälde und Vasen in Polen sichergestellt.
Im Februar 2016 berichtete die Polizei über eine 82-jährige Wienerin, die der Polizei ermöglichte, einen 40-jährigen Boten festzunehmen, der kam, um 5.000 € für den vorgeblichen Neffen mit Zahlungsnot wegen eines angeblichen Kaufs einer Wohnung abzuholen. Bereits 2012 hatte sie einen Betrugsversuch durchschaut und die Polizei eingeschaltet. Damals wollte eine 39-Jährige, die sich als Nichte ausgab, 45.000 € für eine Wohnung abholen und wurde ebenfalls festgenommen.
Im Februar 2017 wurde Arkadiusz Lakatosz zum zweiten Mal in Warschau festgenommen. Bei einem folgenden Haftprüfungstermin wurde er jedoch überraschend erneut gegen Kaution freigelassen. Für seinen angeblich schlechten Gesundheitszustand musste er dabei offenbar kein Attest vorlegen. Von den Meldeterminen bei der Polizei nahm er anschließend nur den ersten wahr. Im März 2017 wurde Lakatosz von der polnischen Polizei ausfindig gemacht und schließlich erneut festgenommen.
Im Januar 2018 wurde einer der Hintermänner und Sohn des Enkeltrick-Paten, Marcin Kolompar genannt „Lolli“, vom Landgericht Hamburg zu zwölfeinhalb Jahren Haft verurteilt. Kolompar wurde im Juli 2025 an die Schweiz ausgeliefert.

## Präventionskette

### Wachsamkeit der potenziellen Opfer
Bei einer Anfrage wegen Geldes soll man das Gespräch abbrechen und den vermeintlichen Verwandten unter der gewohnten Telefonnummer zurückrufen, weiter auf ein persönliches Treffen bestehen und sich nicht mit einem Stellvertreter zufriedengeben, auch wenn dies mit einer angeblichen Notlage begründet wird. Unbekannte sollte man nicht in Haus oder Wohnung lassen. Hat eine verdächtige Geldübergabe doch schon stattgefunden, soll man versuchen, sich die Person und die Eckdaten eines Automobils einzuprägen. Zur Kontrolle ist nach Dingen beim fremden Anrufer zu fragen, über die nur der Verwandte Auskunft geben kann. Geld soll niemals an unbekannte Personen ausgehändigt werden. Zeitdruck ist verdächtig.
Peter Giesel, TV-Moderator und Journalist, empfiehlt in seiner Dokureihe „Achtung Abzocke“, bei verdächtigen Anrufen einfach direkt aufzulegen. Um weniger Betrugsanrufe zu erhalten, kann es außerdem sinnvoll sein, öffentliche Telefonbucheinträge auf ein Minimum zu reduzieren und Vornamen in solchen Einträgen abzukürzen. Eltern, Kinder und Enkelkinder sollten den Großeltern im Zweifel mit Rat und Tat zur Seite stehen und sie über die Betrugsmaschen aufklären.
Die Polizei hat mehrere Aufklärungskampagnen gegen Trickbetrüger durchgeführt, beispielsweise die Kampagne „Leg auf!“ mit markanten Warn-Aufklebern, die die Senioren daran erinnern sollen, bei Anfragen von Geld oder angeblichen Polizei-Anrufen das Telefonat zu beenden.

### Kontrolle durch Bankangestellte
In Österreich stellten am 18. Februar 2016 Polizei, Nationalbank (OeNB) und Wirtschaftskammer (WKÖ) ein Video für mehr als 20.000 Bankangestellte vor, um sie im Sinne der Kunden als letzte Kontrollinstanz zu gewinnen. Wenn jemand überraschend viel abheben möchte, könnte der Bankmitarbeiter „aus Bauchgefühl heraus“ den Kunden vertraulich befragen, ob ihm der Neffentrick bekannt ist, und auf die Gefahr des Verlustes des Gelds hinweisen und einvernehmlich die Polizei verständigen. Weitere Auffälligkeiten sind altmodischer Vorname, der Wunsch nach einem schnellen Kredit, nach schneller Auszahlung, ein unklarer Verwendungszweck, auffällige Verschwiegenheit und die Beobachtung des Vorgangs durch eine jüngere Person.

## Künstlerische Auseinandersetzung mit dem Thema
- Enkeltrick, der deutschen Hip-Hop-Band Antilopen Gang, auf dem 2014 erschienenen Album Aversion[35]
- Lolli. K[28], der deutschen Hip-Hop-Band Tiefbasskommando, auf dem 2020 erschienenen Album Ekeltape[36]
- Enkeltrick, 2025 erschienedes Single der Band Westberlinbandit